# Microsoft Windows
Microsoft Windows er en serie af software operativsystemer og grafiske brugerflader, som produceres af den amerikanske virksomhed Microsoft. Den første udgave af systemet hed Windows 1.0 og blev lanceret den 20. november 1985, som en grafisk brugerflade til operativsystemet MS-DOS, som Microsoft havde købt i 1980 og videreudviklet på siden. De efterfølgende udgaver af Windows-miljøet – Windows 2.0, Windows 3.0, Windows 3.1, Windows 95, Windows 98 og Windows Me – var alle sammen ligeledes baseret på underliggende MS-DOS-operativsystem.
Sideløbende med den tidlige udvikling af Windows, arbejdede en gruppe Microsoft-programmører, under ledelse af David Cutler, på at skabe det operativsystem, som senere blev kendt som Windows NT. Målet med Windows NT var fra bunden at skabe et helt nyt og mere abstrakt, platformsuafhængigt og flerbrugerorienteret operativsystem, der var mere stabilt og som kunne konkurrere på de dengang Unix-dominerede markeder. Over en årrække udgav Microsoft sideløbende nye udgaver af det MS-DOS-baserede Windows (rettet mod forbrugere) og det NT-baserede Windows NT (rettet mod virksomheder), men besluttede i forbindelse med udviklingen af Windows XP, at samle begge operativsystemer i ét produkt. Siden da, har alle versioner af Microsoft Windows været baseret på videreudviklinger af Windows NT.
Windows operativsystemet er mest almindeligt på personlige computere og servere, selvom der også er særlige udgaver til enheder så som smartphones og PDA'er og en udgave, der er særligt beregnet til såkaldt 'embedded devices', så som audio- og navigationssystemer til biler.
Seneste udgave af klientversionen af Windows hedder Windows 11; den seneste udgave af serverversionen hedder Windows Server 2016; den seneste udgave af mobiloperativsystemet hedder Windows Phone 10.

## Produktserier
Udtrykket Windows bruges som en samlende betegnelse for indtil flere serier af Microsoft-producerede operativsystemer.
Bemærk, at Windows Mobile-linjen er en fork af CE-linjen.

### DOS-serien

#### 16-bit-Windows
16-bit-udgaverne af Microsoft Windows er kendetegnet ved udelukkende at være baseret på Microsofts ældre operativsystem MS-DOS, som disse udgaver af Windows således fortsat gjorde brug af. Af den årsag kan Windows indtil Windows 3.1x-udgaverne bedst defineres, som grafiske MS-DOS-brugerflader. I Windows 3.1x-udgaverne havde Microsoft indbygget 32-bits understøttelse og implementeret Win32-undersystemet, som man havde hentet fra Windows NT's Win32 API. Det var i de ældste versioner af Windows (inklusiv Windows 3.x) kun muligt at foretage kooperativ multitasking. Med lanceringen af Windows for Workgroups, fik Windows integrerede netværksegenskaber, og fra Windows 95 og fremefter, har Microsoft valg ikke at markedsføre operativsystemet med en versionsnummerering i titlen.

##### Windows 1.0
Microsoft Windows 1.0 var en grafisk brugerflade til MS-DOS-operativsystemet, som Microsoft frigav den 20. november 1985. Brugerfladen var blevet lanceret to år forinden på COMDEX-messen i efteråret 1983 under navnet "Interface Manager". Efterfølgende besluttede Microsofts markedsføringsafdeling at ændre navnet "Windows", der på engelsk betyder vinduer, eftersom denne titel havde indarbejdet sig i systemudviklernes sprogbrug og derfor forekom mere naturlig. Nogen større succes var Windows 1.0-systemerne dog ikke, hvilket tilskrives de få tilgængelige programmer.
Skalprogrammet i Windows 1.0 hed MS-DOS Executive, og med fulgte også Lommeregner, Kalender, Udklipsholder, Ur, Kontrolpanel, Notesblok, tegneprogrammet Paint, Terminal, tekstbehandlingsprogrammet Write og spillet Reversi. I Windows 1.0 var det umuligt at lave overlappende vinduer, så brugeren måtte nøjes med såkaldt tiling, hvor vinduerne placeres ved siden af hinanden. Kun dialogbokse kunne vises over andre vinduer.

##### Windows 2.0
Microsoft Windows 2.0 var en grafisk brugerflade til MS-DOS-operativsystemet, som Microsoft frigav i november 1987 og som indeholdt en række forbedringer af selve brugerfladen. Det var til denne udgave af Windows, de første versioner af Microsoft Word og Microsoft Excel blev udviklet til.

##### Windows 3.x
Microsoft Windows 3.0 var ligesom sine to forgængere en grafisk brugerflade til MS-DOS-operativsystemet. Microsoft frigav systemet i maj 1990 og fulgte to år efter trop med udgivelsen af Microsoft Windows 3.1. Windows 3.1 var det første Windows-operativsystem, der havde kommerciel succes og der blev i de første to måneder solgt cirka 3 millioner licenser. Windows 3.1. blev i oktober samme år suppleret med Windows for Workgroups 3.1, med kodenavnet Sparta, der tilføjede grundlæggende netværksegenskaber til operativsystemet. Efterfølgende indbyggede Microsoft disse netværksegenskaber i den almindelige udgave af Windows og lancerede derpå Windows 3.11 for Workgroups, der ligeledes understøttede Internetprotokollen (IP). Efterfølgende lancerede Microsoft en enkelt opdatering kaldet Windows 3.2, men alene beregnet til markedsføring på det kinesiske marked.

#### DOS 32-bit-udgaverne
Den såkaldte Windows 9x-linje var ligesom de ældre Windows-udgaver baseret på MS-DOS, men indeholdt til forskel herfra sin egen 32-bits operativsystemkerne. Win32 API'en var ganske vist ikke ny, den var udviklet til Windows NT og havde været med i det system siden første udgave, men det var første gang, at forbrugere kunne drage fordel af 32-bitsunderstøttelsen. Windows 9x-systemerne blev leveret med deres egen særlige udgave af DOS, der i modsætning til de ældre udgaver forudsatte, at DOS var installeret på systemet i forvejen. Termen "Windows 9x" er i øvrigt brugt for at signalere, at Windows-udgaverne ikke benyttede sig af versionsnumre i navnene, men i stedet refererede til et konkret årstal i 1990’erne.

##### Windows 95
Microsoft Windows 95 er et operativsystem til stationære computere i hjemmet, som Microsoft frigav den 15. august 1995. Systemet, der var baseret på MS-DOS, var under sin udvikling kendt som Chicago og det blev ved sin lancering kaldet "revolutionerende", bl.a. fordi det understøttede både 16- og 32-bitsprogrammer og kunne håndtere lange filnavne. Microsoft solgte én million licenser i de første fire dage efter frigivelsen. I de efterfølgende to år udsendte Microsoft to opdateringer til operativsystemet, kendt som Windows 95b og Windows 95c og blandt forbedringerne var understøttelse af USB og FAT32-filsystemet således, at Windows 95 kunne håndtere harddiske, der havde en kapacitet på over 2 gigabytes.

##### Windows 98
Microsoft Windows 98 er et operativsystem til computere i hjemmet, som Microsoft frigav den 30. juni 1998. Systemet, der var baseret på MS-DOS, var under sin udvikling kendt som Memphis og det blev betragtet som en videreudvikling af Windows 95. Systemet indeholdt en række forbedringer af den måde, hvorpå Windows håndterede multimedier og internettet, og Microsoft valgte at inkludere den gratis webbrowser Internet Explorer 4.0. Windows 98 er Microsofts mest succesfulde operativsystem efter Windows 95, og selskabet ophørte først med at supportere systemet i 2006. Midt på året 1999 udsendte Microsoft en opdateret udgave at systemet kaldet Windows 98 Second Edition (engelsk for anden udgave), der blandt andet indeholdt Service Pack 1, Internet Explorer 5 og en række forbedringer af den måde, hvorpå systemet håndterede USB og multimedia.

##### Windows Me
Microsoft Windows Me er et operativsystem til computere i hjemmet, som Microsoft frigav i september 2000. Systemet, der var baseret på MS-DOS, var under sin udvikling kendt som Georgia og indeholdt en række grafiske ændringer i brugerfladen. Særligt forbedrede Windows Me den måde, hvorpå Windows håndterede multimedier og som noget nyt havde Microsoft implementeret en funktion kaldet Systemgendannelse, der gjorde det muligt for enten automatisk at foretage fejlrettelser i systemet eller tillod brugeren at foretage en nulstilling af computerens indstillinger således, at de svarede til de indstillinger der gjaldt på et tidligere tidspunkt. På den måde sikrede Windows Me brugeren mod eventuelt at skulle geninstallere operativsystemet, hvis f.eks. en driver fra en tredjeparts hardwareproducent viste sig at føre til fejl i systemet. Systemgendannelsesfunktionen har været inkluderet i samtlige efterfølgende Windows-udgaver.
Derudover blev der i Windows Me indført såkaldt System File Protection (SFP), der gjorde det umuligt for brugeren at slette filer, der var nødvendige for at Windows kunne fungere. ZIP-filer, der indeholder komprimerede data, opnåede direkte understøttelse i Windows' brugerflade.

### NT-serien
Microsofts serie af Windows NT-operativsystemer blev skabt og markedsført til højt pålideligt brug i erhvervsvirksomheder. Udviklingsprocessen, der blev påbegyndt i 1988, blev til at starte med ledt af David Cutler og en række øvrige tidligere ansatte hos Digital Equipments Corporation (DEC), som Microsoft havde ansat efter DEC havde meddelt, at man ikke længere ville forsøge at skabe en reel konkurrent til Unix-operativsystemerne, som dominerede erhvervsmarkedet. Microsoft, der på dette tidspunkt var verdens største forhandler af Unix-operativsystemer (Microsoft Xenix), havde som sit mål, at skabe et abstrakt operativsystem, der kunne afvikles på forskellige hardware- og softwareplatforme
Windows NT-serien er forskellige fra Windows-serien derved, at den har sin egen kerne, således at der ret beset er tale om to grundlæggende forskellige operativsystemer. Hvis det er nødvendigt kan MS-DOS emuleres og DOS-programmer kan fortsat benyttes, så længe de ikke kræver direkte hardwareadgang. Af den årsag vil man opleve, at en række spil, der er udviklet til DOS, ikke understøtter lyd eller joystick.
NT stod oprindeligt for N-Ten (N10); en emulator, hvorpå systemet blev afviklet af NT-udviklerne i operativsystemets tidlige udviklingsfase. Senere i udviklingsprocessen, men før den første officielle lancering, kom NT til at betyde New Technology (Ny Teknologi) og det er også denne forkortelse, som akronymet typisk antages at stå for.
Den første udgave blev lanceret i 1993 under navnet "Windows NT 3.1", til trods for at det ny operativsystem havde meget lidt til fælles med Windows. Grunden til at "Windows" kom til at indgå i navnet var, at Microsoft derved håbede på at kunne drage fordel af den markedsføringsmæssige succes, Windows 3.1 havde været. Af samme årsag valgte man at kalde systemet for "3.1". Windows NT 3.1 blev efterfulgt af Windows NT 3.5 (i 1994), Windows NT 3.51 (i 1995), Windows NT 4.0 (i 1996) og Windows 2000 (i 2000). Microsoft besluttede sig derefter for at kombinere forbrugernes Windows-operativsystem med erhvervslivets Windows NT og resultatet blev Windows XP, der blev lanceret i august 2001. Windows XP udkom i adskillige versioner, særligt målrettet Microsofts kundesegmenter på Windows-klientmarkedet: Der var hjemme-udgave, en professionel udgave og særlige udgaver for tablet-pc'er og mediecentre. På servermarkedet lancerede Microsoft i 2003 Windows Server 2003, hvormed Microsofts serveroperativsystem blev ajourført med klientsystemet. Efter en ganske langvarig udviklingsproces kunne Microsoft i 2006 lancere Windows Vista og i 2008 servermodstykket Windows Server 2008. Den 22. oktober 2009 frigav Microsoft den seneste udgave af Windows NT under navnet Windows 7 (klienter) og Windows Server 2008 R2 (servere).
Windows NT er fra bunden udviklet til at kunne afvikles på hardware med forskellige processorarkitekturer og systemet understøttede fra starten af Intel 386-, MIPS-, PowerPC- og Alpha-processorer; hvoraf visse var 64-bits processorer til trods for, at Windows NT dengang behandlede disse processortyper som 32-bits processorer. Efter at x86-processorne kom til at dominere markedet for personlige computere, har Microsoft udfaset understøttelsen af en række øvrige platforme.
Da Intel valgte at lancere sin Itanium-processorserie (også kendt som IA-64) valgte Microsoft at frigive en NT-version, som også understøttede denne nye processortype. I forbindelse med lanceringen af både Windows XP og Windows Server 2003 blev x86- og Itanium-udgaver af systemerne frigivet på samme tid. Siden 25. april 2005 har Microsoft Windows understøttet x64-processorarkitekturen (også kendt som x86-64), der oprindeligt blev udviklet af AMD for at konkurrere med Intels Itanium-produkter og som en følge af x64-artiktenturens succes i forhold til Itanium, valgte Microsoft samme år at indstille sin understøttelse af Itanium-processorer i Windows XP. Windows Vista var det første Microsoft Windows-operativsystem, der blev frigivet samtidig i x86- og x64-udgaver, ligesom det ikke understøttede Itanium-arkitekturen. Den nuværende 64-bits Windows-familie består af x64-udgaver af Windows 7 og Windows Server 2008, hvor sidstnævnte ligeledes fås i en Itanium-udgave. Siden Windows Server 2008 R2 blev frigivet, er det kun klient-operativsystemet Windows 7, der har understøttet 32-bits processorer.
Windows 8, der kommer til at efterfølge Windows 7, er stadig under udvikling, men Microsoft har på Consumer Electronics Show (CES) annonceret, at systemet vil komme til at understøtte ARM-processorer. Eftersom denne type af processorer typisk findes i System-on-a-chip-systemer, så som mobile enheder, indikerer annonceringen, at Windows fremover vil kunne benyttes på netbooks, tablet PC’er og smartphones.

#### Windows 2000
Microsoft Windows 2000 var et operativsystem til såvel stationære som bærbare computere, som Microsoft frigav i februar 2000. Systemet, der indeholdt NT-version 5.0., var ligesom de tidligere udgaver af Windows NT beregnet til brug i erhvervsvirksomheder og indeholdte forbedret understøttelse af hardwareenheder. Operativsystemet blev frigivet i fire forskellige udgaver, hvoraf de tre serverudgaver var designet ud fra størrelsen af den virksomhed, der skulle anvende systemet.
- Microsoft Windows 2000 Professional
- Microsoft Windows 2000 Server
- Microsoft Windows 2000 Advanced Server
- Microsoft Windows 2000 Datacenter Server

#### Windows XP
Microsoft Windows XP var et operativsystem til såvel stationære som bærbare computere, som Microsoft frigav den 25. oktober 2001. Systemet, der indeholdt NT-version 5.1., var under sin udvikling kendt som Whistler, og var det første Microsoft-operativsystem, der var rettet mod både privat- og erhvervsmarkederne. I forbindelse med lanceringen blev det særligt fremhævet af Microsoft, at Windows XP indeholdt både en ny brugerflade og gav mulighed for dybere integration af multimedia og internettet.
For at modvirke softwarepirateri havde Microsoft indbygget en ny produktaktiveringsmekanisme, hvormed brugeren af systemet var tvunget til at aktivere sin udgave af Windows XP. Aktiveringen, der kunne ske automatisk over internettet eller pr. telefon, blev meget omtalt og Microsoft følte sig efterfølgende nødsaget til at offentliggøre hvilke data om computeren og dennes indhold, der blev sendt til Microsoft i forbindelse med den internetbaserede aktivering.
Microsoft udsendte løbende opdateringer til Windows XP, som brugerne bl.a. kunne installere igennem opdateringstjenesten Windows Update. Ligeledes udsendte Microsoft i alt tre såkaldte opdateringspakker kaldet Service Packs. Service Pack 1 (SP1) indeholdt en samling af de opdateringer, rettelser og forbedringer, som indtil pakkens udsendelse havde været tilgængelig på Windows Update-tjeneste. Service Pack 2 (SP2) indeholdt ligesom den forudgående opdateringspakke en samling af de indtil dato udgivne opdateringer, rettelser og forbedringer og, efter den var installeret, medvirkede den til at forbedre især netværkssikkerheden derved, at den aktiverede en softwarebaseret firewall. Service Pack 3 (SP3) var i modsætning til SP1 og SP2 ikke en kumulativ opdateringspakke, men forudsatte, at SP1 var installeret i forvejen. Med SP3 optimerede Microsoft Windows XPs svarhastigheder og gjorde det muligt for systemet at fungere som gæst under selskabets virtualiseringsløsning kaldet Hyper-V, som var blevet frigivet i efteråret 2008.
Af konkurrenceretlige hensyn måtte Microsoft lave en særlig udgave af Windows XP til markederne i Den Europæiske Union: Windows XP N-udgaverne indeholdt således ikke Microsofts multimediaafspillerprogram Windows Media Player. N-udgaverne, var dog ikke særligt udbredte, eftersom de fleste Windows XP-installationer blev foretaget af virksomheder eller OEM'er, som ikke gjorde brug af N-udgaverne. En særlig udgave af Windows XP beregnet til computere med x64-processorer blev senere frigivet; og dén var baseret på Microsoft Windows Server 2003. Windows XP blev markedsført i følgende varianter:
- Microsoft Windows XP Starter Edition, beregnet til computerbrugere i udviklingslande
- Microsoft Windows XP Home Edition, beregnet til stationære og bærbare PC'er i hjemmet
- Microsoft Windows XP Home Edition N, ligesom ovenfor men uden Windows Media Player
- Microsoft Windows XP Professional, beregnet til erhverv og entusiaster
- Microsoft Windows XP Professional N, ligesom ovenfor men uden Windows Media Player
- Microsoft Windows XP Professional x64 Edition, beregnet til erhverv og entusiaster med x64-processorer
- Microsoft Windows XP Tablet PC Edition, beregnet til bærbare computere med touch-skærm
- Microsoft Windows XP Media Center Edition, beregnet til stationære og bærbare computere, der skulle gøre særligt brug af audio, video og TV-funktionalitet. Der udkom i alt fire udgaver heraf:

- Windows Media Center Edition
- Windows Media Center Edition 2003
- Windows Media Center Edition 2004
- Windows Media Center Edition 2005

- Microsoft Windows XP 64-bit Edition, svarede nogenlunde til Professional-udgaverne men var særligt beregnet til Intels Itanium (IA-64)-arkitektur.

#### Windows Server 2003
Microsoft Windows Server 2003 var et operativsystem til servere, baseret på Windows XP. Det blev frigivet i 2003, indeholdt NT-version 5.2. og udkom i følgende varianter:
- Microsoft Windows Server 2003 Standard Edition
- Microsoft Windows Server 2003 x64 Standard Edition (udkom i 2005)
- Microsoft Windows Server 2003 Enterprise Edition
- Microsoft Windows Server 2003 x64 Enterprise Edition (udkom i 2005)
- Microsoft Windows Server 2003 Datacenter Edition
- Microsoft Windows Server 2003 x64 Datacenter Edition (udkom i 2005)
- Microsoft Windows Server 2003 Web Edition
- Microsoft Windows Compute Cluster Server 2003

#### Windows Vista
Microsoft Windows Vista var et operativsystem til såvel stationære som bærbare computere, som Microsoft frigav den 30. november 2006 til erhvervsbrug og den 30. januar 2006 til privatbrug. Systemet, der indeholdt NT-version 6.0., var under sin udvikling kendt som Longhorn og var under sin udvikling præget af adskillige problemer. Den første alfaudgave af operativsystemet blev udgivet allerede i 2002, men Microsoft måtte adskillige gange udskyde den endelige frigivelsesdato og tilmed undlade at implementere en række af de væsentligste og allerede annoncerede forbedringer (så som WinFS-udvidelsen til NTFS-filsystemet). Den grafiske brugerflade var blevet re-designet og den gjorde det muligt for brugeren at vælge imellem to forskellige udseender: Aero Basic og Aero Glass. Ligeledes gjorde operativsystemet i højere grad brug af computerens GPU, hvorved CPU'en blev aflastet.
Samtlige Windows Vista-udgaver blev lanceret i såvel en 32-bits som 64-bits version, og ligesom med Windows XP måtte Microsoft på en række markeder levere særlige udgaver med begrænset funktionalitet, eftersom visse af de indbyggede funktioner blev anset for at begrænse konkurrencen. Disse begrænsede udgaver var N-udgaverne (til Den Europæiske Unions markeder) og K-udgaverne (til det koreanske marked). Windows Vista blev udsendt i følgende udgaver:
- Microsoft Windows Vista Starter, der ligesom Windows XP's Starter Edition var rettet mod markederne i en række udviklingslande, såsom Columbia, Indien, Thailand og Indonesien og hvis primære formål var at konkurrere med piratkopier af operativsystemet.
- Microsoft Windows Vista Home Basic, var beregnet til de stationære og bærbare PC'er i hjemmet, som ikke krævede avancerede medieunderstøttelse.
- Microsoft Windows Vista Home Basic N, ligesom ovenfor men indeholdt ikke Windows Media Player
- Microsoft Windows Vista Home Basic K, ligesom ovenfor men indeholdt tillige ikke Windows Messenger.
- Microsoft Windows Vista Home Premium, var beregnet til stationære og bærbare PC'er i hjemmet, som tilbød avanceret medieunderstøttelse. Udgaven svarede således til Windows XP Media Center Edition, men understøttede også tablet-PC'er med touch-skærme m.v.
- Microsoft Windows Vista Business, var beregnet til erhvervsbrug og tilbød avanceret netværks- og sikkerhedsfunktioner
- Microsoft Windows Vista Business N, ligesom ovenfor men uden Windows Media Player
- Microsoft Windows Vista Business K, ligesom ovenfor tillige uden Windows Messenger
- Microsoft Windows Vista Enterprise, var beregnet til større erhvervsvirksomheder og tilbød flersprogede brugerflader, UNIX-programunderstøttelse og krypteringsteknologien BitLocker Drive Encryption. Denne udgave af Windows Vista kunne ikke købes i forretninger eller gennem OEM'er.
- Microsoft Windows Vista Ultimate, var beregnet til entusiaster og kombinerede funktionerne fra Home Premium og Enterprise i ét, ligesom det tilbød et særligt værktøj til at justere spil (WinSAT) og såkaldte "Ultimate Extras".

Windows Vista TV Pack 2008, med kodenavnet Fiji, var en revideret udgave af Microsofts Windows Media Center, der blev lanceret i august 2008 til Windows Vista. Pakken, der kun blev gjort tilgængelig for OEM-kunder, krævede at Windows Vista Service Pack 1 var installeret og ydede understøttelse for nye digitale tv-standarder.

#### Windows 7
Microsoft Windows 7 var et operativsystem til såvel stationære som bærbare computere, som Microsoft frigav den 22. oktober 2009. Systemet der indeholdt NT-version 6.1., var under sin udvikling kendt som først Blackcomb og senere Vienna. Den første Service Pack blev udsendt den 22. februar 2011. Windows 7 er blevet lanceret i indtil videre seks varianter:
- Windows 7 Starter, var beregnet til netbooks og markederne i udviklingslande, hvor der ikke er behov for Aero-brugerfalden eller 64-bits kompatibilitet. Denne udgave leveres præ-installeret på computersystemer.
- Windows 7 Home Basic, var beregnet til de voksende markeder, såsom Brasilien, Kina, Indien, Indonesien, Mexico, Pakistan og Thailand, og selvom Aero-brugerfladen medfølger, er en række af de mere avancerede funktioner udeladt.
- Windows 7 Home Premium, var beregnet til stationære og bærbare PC'er i hjemmet og indeholder bl.a. Windows Media Center, Windows Aero og undersøttelse af touch-skærme
- Windows 7 Professional, var beregnet til entusiaster og mindre erhvervsvirksomheder og indeholdt samtlige funktioner fra Windows 7 Home Premium og tilføjede muligheden for at deltage i Windows Server-domæner, ligesom det var muligt at foretage kryptering af alt indhold på harddisken, Remote Desktop-tjenester, automatisk backup via netværk til en server eller NAS samt Windows XP Mode.
- Windows 7 Enterprise, var beregnet til større erhvervsvirksomheder og bliv ligesom Windows Vista Enterprise udelukkende solgt gennem volumelicensprogrammer af godkendte Microsoft-leverandører.
- Windows 7 Ultimate, var beregnet til entusiaster og indeholdt samtlige funktioner fra Windows 7 Enterprise, men var til forskel herfra mulig at erhverve i forretninger eller via en OEM. I modsætning til Windows Vista Ultimate indeholder Windows 7 Ultimate ingen "Ultimate Extras"; brugere af Windows 7 Home Premium og Windows 7 Professional kan mod betaling opgradere til Windows 7 Ultimate elektronisk via Windows Anytime Upgrade.

#### Windows 8
Microsoft Windows 8 er et operativsystem, der har et klassik metro-design, der er kendt fra windows phone, systemet er dog både beregnet til touch- og muse-betjening
- Windows 8 beregnet til konventionel computer
- Windows 8 pro har nogle ekstra funktioner i forhold til windows 8 såsom databeskyttelse med BitLocker og mulighed for at oprette forbindelse til et netværk med domænetilslutning.
- Windows 8 RT er beregnet til mindre kraftige computere såsom en tablet, og derfor kan man ikke installere windowsprogrammer der er beregnet til NT-version, men kun apps fra apps-store. Kan kun fås pre-installeret.

#### Windows Server 2008 R2
Windows Server 2008 R2 er server-udgaven af Windows 7, som indeholder en række vigtige ændringer i forhold til Windows Server 2008 der var server-udgaven af Windows Vista, så som understøttelse af 256 logiske CPU-kerner og fraværet af x86-processorunderstøttelse. Windows Server 2008 R2 kan afvikles på både x64- og Itanium-processorer.

### Ikke-offentliggjorte udgaver
| Navn      | Beskrivelse |
| --------- | --- |
| Chicago   | Titlen på de tidligere alfa-/betaudgaver af det, der senere blev Windows 95. Rent visuelt fremstår Chicago, som en mere avanceret udgave af Windows 3.1, indeholdende en tidlig implementering af Windows 95’s Start-menu. |
| Nashville | Til trods for at projektet med kodenavnet Nashville ofte kaldes for "Windows 96", var der ikke tale om meget mere, end en teknologisk forsmag på den Active Desktop, der blev lanceret med Microsoft Internet Explorer 4.0. |
| Neptune   | Det der skulle havde været en forbrugerudgave af den Windows NT-version, der hed Windows 2000. Projektet blev aflyst som følge af udviklingsarbejdet med Windows XP, der netop også var baseret på Windows NT og som blev gjort tilgængelig i både en forbruger- og virksomhedsudgave. Microsoft udsendte blot en enkelt alfaudgave i 1999. |
| Odyssey   | En planlagt opdatering af Windows 2000 og blev udviklet sideløbende med Neptune-projektet. Ligesom med Neptune blev Odyssey-projektet aflyst til fordel for Windows XP. |

## Software
Som operativsystem er Microsoft Windows særligt kendetegnet ved at tilbyde en høj grad af bagudkompatibilitet således, at en række ældre programmer fortsat kan køre på nyere versioner af systemet.
"The big value of Windows is the fact that it’s old technology that runs everyone’s apps. If we came out with an operating system that looked like Windows but couldn’t run your Windows apps, it wouldn’t be Windows. Nobody would want it."
Mark Russinovich
Klient- og serverudgaverne af Microsoft Windows er på systemkerneniveu det samme system. Det eneste der adskiller de to varianter af operativsystemet er de softwaremæssige begrænsninger, som Microsoft indbygger i systemet via en nøgle i Registreringsdatabasen.
Når Windows Vista og Windows 7 installeres på en computer, sker der konkret det, at et diskbillede overføres til harddisken og dér pakkes ud. Diskbilledet er det samme uanset hvilken version af operativsystemerne, man har licens til, og det er alene softwaremæssige begrænsninger, som Microsoft har indbygget i systemet via en nøgle i registreringsdatabasen der på baggrund af licensen afgør, hvilke funktioner brugeren har adgang til. Af den årsag er det forholdsvis nemt at opgradere fra f.eks. Windows 7 Home Premium til Windows 7 Ultimate, idet man via programmet Windows Anytime Upgrade betaler for en opgraderingslicens, indtaster den tilsendte licensnøgle og genstarter computeren. Derefter er den forøgede funktionalitet aktiveret.

## Oversigt

### Client/Server
| 20 november 1985  | Windows 1.0                 |                                      |                                                                                             |                  |  |                  |  |  |                     |  |                 |  |  |                        |  |                   |  |  |                     |  |                |  |  |                     |  |
| 9 december 1987   | Windows 2.0                 |                                      |                                                                                             |                  |  |                  |  |  |                     |  |                 |  |  |                        |  |                   |  |  |                     |  |                |  |  |                     |  |
| 27 maj 1988       | Windows 2.10                |                                      |                                                                                             |                  |  |                  |  |  |                     |  |                 |  |  |                        |  |                   |  |  |                     |  |                |  |  |                     |  |
| 13 marts 1989     | Windows 2.11                |                                      |                                                                                             |                  |  |                  |  |  |                     |  |                 |  |  |                        |  |                   |  |  |                     |  |                |  |  |                     |  |
| 22 maj 1990       | Windows 3.0                 |                                      |                                                                                             |                  |  |                  |  |  |                     |  |                 |  |  |                        |  |                   |  |  |                     |  |                |  |  |                     |  |
| 6 april 1992      | Windows 3.1                 |                                      |                                                                                             | Janus            |  |                  |  |  |                     |  |                 |  |  |                        |  |                   |  |  |                     |  |                |  |  |                     |  |
| 27 oktober 1992   | Windows for Workgroups 3.1  |                                      |                                                                                             | Kato, Sparta     |  |                  |  |  |                     |  |                 |  |  |                        |  |                   |  |  |                     |  |                |  |  |                     |  |
| 27 juli 1993      |                             | Windows NT 3.1                       |                                                                                             | NT OS/2          |  |                  |  |  |                     |  |                 |  |  |                        |  |                   |  |  |                     |  |                |  |  |                     |  |
| 8 november 1993   | Windows for Workgroups 3.11 |                                      |                                                                                             | Snowball (LB)    |  |                  |  |  |                     |  |                 |  |  |                        |  |                   |  |  |                     |  |                |  |  |                     |  |
| 21 september 1994 |                             | Windows NT 3.5                       |                                                                                             | Daytona          |  |                  |  |  |                     |  |                 |  |  |                        |  |                   |  |  |                     |  |                |  |  |                     |  |
| 30 maj 1995       |                             | Windows NT 3.51                      |                                                                                             | Daytona          |  |                  |  |  |                     |  |                 |  |  |                        |  |                   |  |  |                     |  |                |  |  |                     |  |
| 24 august 1995    | Windows 95                  | Windows 95                           |                                                                                             | Chicago          |  |                  |  |  |                     |  |                 |  |  |                        |  |                   |  |  |                     |  |                |  |  |                     |  |
| 24 august 1996    |                             | Windows NT 4.0                       |                                                                                             | SUR, Cairo       |  |                  |  |  |                     |  |                 |  |  |                        |  |                   |  |  |                     |  |                |  |  |                     |  |
| 25 juni 1998      | Windows 98                  | Windows 98                           |                                                                                             | Memphis          |  |                  |  |  |                     |  |                 |  |  |                        |  |                   |  |  |                     |  |                |  |  |                     |  |
| 5 maj 1999        | Windows 98 SE               | Windows 98 SE                        |                                                                                             |                  |  |                  |  |  |                     |  |                 |  |  |                        |  |                   |  |  |                     |  |                |  |  |                     |  |
| 17 februar 2000   |                             | Windows 2000                         |                                                                                             | For SP1 Asteroid |  |                  |  |  |                     |  |                 |  |  |                        |  |                   |  |  |                     |  |                |  |  |                     |  |
| 14 september 2000 | Windows Me                  | Windows Me                           |                                                                                             | Millenium        |  |                  |  |  |                     |  |                 |  |  |                        |  |                   |  |  |                     |  |                |  |  |                     |  |
| 29 august 2001    |                             |                                      | Windows 2000 Advanced Server Limited Edition Windows 2000 Datacenter Server Limited Edition |                  |  |                  |  |  |                     |  |                 |  |  |                        |  |                   |  |  |                     |  |                |  |  |                     |  |
| 25 oktober 2001   |                             | Windows XP                           |                                                                                             | Whistler         |  |                  |  |  |                     |  |                 |  |  |                        |  |                   |  |  |                     |  |                |  |  |                     |  |
| 31 oktober 2002   |                             | Windows XP Media Center Edition      |                                                                                             | Freestyle        |  |                  |  |  |                     |  |                 |  |  |                        |  |                   |  |  |                     |  |                |  |  |                     |  |
| 24 april 2003     |                             | Windows Server 2003                  | Windows Server 2003                                                                         | Whistler Server  |  |                  |  |  |                     |  |                 |  |  |                        |  |                   |  |  |                     |  |                |  |  |                     |  |
| 30 september 2003 |                             | Windows XP Media Center Edition 2004 |                                                                                             | Harmony          |  |                  |  |  |                     |  |                 |  |  |                        |  |                   |  |  |                     |  |                |  |  |                     |  |
| 12 oktober 2004   |                             | Windows XP Media Center Edition 2005 |                                                                                             | Symphony         |  |                  |  |  |                     |  |                 |  |  |                        |  |                   |  |  |                     |  |                |  |  |                     |  |
| 25 april 2005     |                             |                                      | Windows XP Professional x64 Edition                                                         |                  |  |                  |  |  |                     |  |                 |  |  |                        |  |                   |  |  |                     |  |                |  |  |                     |  |
| 8 juli 2006       |                             | Windows Fundamentals for Legacy PCs  |                                                                                             | Eiger            |  |                  |  |  |                     |  |                 |  |  |                        |  |                   |  |  |                     |  |                |  |  |                     |  |
| 30 november 2006  |                             | Windows Vista til virksomheder       | Windows Vista til virksomheder                                                              | Longhorn         |  |                  |  |  |                     |  |                 |  |  |                        |  |                   |  |  |                     |  |                |  |  |                     |  |
| 30 januar 2007    |                             | Windows Vista til forbrugere         | Windows Vista til forbrugere                                                                | Longhorn         |  |                  |  |  |                     |  |                 |  |  |                        |  |                   |  |  |                     |  |                |  |  |                     |  |
| 7 november 2007   |                             | Windows Home Server                  | Windows Home Server                                                                         | Quattro          |  |                  |  |  |                     |  |                 |  |  |                        |  |                   |  |  |                     |  |                |  |  |                     |  |
| 27 februar 2008   |                             | Windows Server 2008                  | Windows Server 2008                                                                         | Longhorn Server  |  |                  |  |  |                     |  |                 |  |  |                        |  |                   |  |  |                     |  |                |  |  |                     |  |
| 22 oktober 2009   |                             | Windows 7                            | Windows 7                                                                                   | 7(Vienna)        |  |                  |  |  |                     |  |                 |  |  |                        |  |                   |  |  |                     |  |                |  |  |                     |  |
| 22 oktober 2009   |                             |                                      | Windows Server 2008 R2                                                                      | Windows Server 7 |  |                  |  |  |                     |  |                 |  |  |                        |  |                   |  |  |                     |  |                |  |  |                     |  |
| 6 april 2011      |                             |                                      | Windows Home Server 2011                                                                    | Vail             |  | 4 September 2012 |  |  | Windows Server 2012 |  | 17 oktober 2013 |  |  | Windows Server 2012 R2 |  | 26 september 2016 |  |  | Windows Server 2016 |  | 2 oktober 2018 |  |  | Windows Server 2019 |  |